# La cuchara de plata
La cuchara de plata (en italiano, Il cucchiaio d'argento; AFI: /il kukˈkjaːjo darˈdʒɛnto/) es un libro de cocina publicado en 1950, considerado uno de los clásicos de la cocina italiana. Fue publicado por la revista de diseño y arquitectura Domus y ha pasado por once ediciones, la última en 2020. Más tarde sería reeditado por Phaidon, quien lo tradujo al castellano en 2007. Contiene alrededor de dos mil recetas provenientes todas las cocinas regionales de Italia.

## Historia
Se originó a partir de una disputa de precios posterior a la Segunda Guerra Mundial entre los editores y algunos de los distribuidores del popular Il talismano della felicità de Ada Boni. Su nombre proviene de la expresión inglesa to be born with a silver spoon in one’s mouth, equivalente al castellano «nacer con un pan bajo el brazo», es decir, llegar al mundo con fortuna.
La Editoriale Domus todavía publica el libro como un solo volumen, así como una serie de libros de un solo tema. Ahora está en su undécima edición italiana. Domus también produce Il cucchiaino d'argento para niños, además de crear recetas para los libros de Phaidon Press; estos incluyen libros de cocina regionales (la Toscana, Sicilia y Apulia), así como libros de temporada y de un solo ingrediente sobre pasta y mariscos.
Varias versiones en inglés (personalizadas para el país de venta) fueron publicadas como The Silver Spoon por Phaidon Press del Reino Unido en 2005, luego en alemán, francés y holandés. Se basan en la edición italiana de 1997, con una sección especial de recetas de destacados cocineros italianos de todo el mundo. Si bien la edición original de Phaidon había sido criticada por medidas incómodas, las ediciones en inglés en general han sido bien recibidas y son muy populares. En los EE. UU., el libro se convirtió en un bestseller del New York Times, tomando por sorpresa a algunos en la industria.
Phaidon siguió en 2009 con The Silver Spoon: Pasta y The Silver Spoon Book for Children.
En noviembre de 2011 se publicó una edición en inglés revisada, con medidas ajustadas, 400 fotografías nuevas, así como una nueva portada, más similar a la encuadernación en cuero rojo de la edición italiana original.
En 2014 Phaidon publicó Chop Sizzle Wow: The Silver Spoon Comic Book , con una selección de 50 recetas en formato de cómic. El concepto y los dibujos fueron realizados por el artista brasileño Adriano Rampazzo. En 2015, The Gourmand International premió al mejor libro de cocina ilustrado publicado en 2014 en el Reino Unido. Luego fue premiado como el mejor libro de cocina ilustrado del mundo de ese año. Más tarde, ese mismo año, como celebración de los 20 años de los Premios Gourmand, Chop Sizzle Wow recibió el premio al mejor libro de cocina ilustrado de todos los tiempos.

## Contenido
La cuchara de plata incluye dos mil recetas de todo tipo organizadas por secciones: 
- Salsas, marinadas y mantequillas aromatizadas
- Antipasti, aperitivos y pizzas
- Primeros platos
- Huevos y frittate
- Verduras
- Pescados, crustáceos y moluscos
- Carne y despojos
- Aves de corral
- Caza
- Postres y repostería

Estas recetas se van actualizando o sustituyendo por otras en cada edición, en función de los gustos del momento. La mayoría de recetas son netamente italianas y europeas, y, aunque con algunos toques de exotismo, el repertorio es bastante clásico y sobrio. Las instrucciones no se centran demasiado en los detalles, pero tampoco resultan difíciles para los cocineros noveles. El libro se completa con un índice para buscar por ingrediente o por el tipo de plato, un glosario de términos culinarios, descripción de utensilios y una selección de menús elaborados por los mejores chefs italianos.

## Reediciones
(en italiano)
- 2020: vvaa.  Domus, ed. Il Cucchiaio d'Argento (11ª edición). ISBN 978-88-3333-167-6.
- 2016: vvaa.  Domus, ed. Il Cucchiaio d'Argento (10ª edición). ISBN 978-88-7212-924-1.
- 2011: vvaa.  Domus, ed. Il Cucchiaio d'Argento (9ª edición). ISBN 978-88-7212-716-2.
- 1997: vvaa.  Domus, ed. Il Cucchiaio d'Argento (8ª edición). ISBN 978-88-7212-223-5.